# 官洲生命科学创新中心
官洲生命科学创新中心（英語：Guanzhou Life Science Innovation Center），是位于中国广东省广州市官洲岛（广州国际生物岛）上的标志性建筑物，由A塔、B塔、C塔组成，总投资30.46亿人民币，总建筑面积超15万平方米，其中A塔楼高215米，是岛上最高的建筑物。

## 历史
该用地原为合景泰富集团开发的合景·星辉广场（一期），于2014年2月动工建设，2016年交付使用，2018年5月10日，合景泰富集团与广州高新区投资集团有限公司举行签约仪式，以11.7亿元将星辉广场（一期）物业股权转让予广州高新区投资集团有限公司，星辉广场更名为官洲生命科学创新中心，于2018年6月6日揭牌，双方合作出资成立广州官洲物业管理有限公司，负责中心的物业管理工作。星辉广场（二期）则为后来的合景科盛广场，于2021年启幕。

## 分布

### A塔
A塔为48层甲级写字楼建筑，位于广州地铁4号线官洲站上盖，与合景科盛广场相望，总建筑面积119,927.5平方米，分为地面48层，地下3层。其中，1-5层为商业裙楼，6-35层为甲级写字楼（12、24、36楼为避难层），租户包括赛默飞世尔科技、安捷伦、德国默克集团、思拓凡、圣诺医药、恒瑞医药、百济神州、康方生物、汉光药业、联通（广东）产业互联网有限公司、中山大学附属第一医院大数据中心等，36-48层为雅诗阁经营的高端服务式公寓，设有241间客房。

### B塔（服务中心）
B塔为6层商业及办公建筑，总建筑面积为37,156平方米，是广州国际生物岛管委会所在地。

### C塔（官洲国际会议中心）
C塔为官洲国际会议中心，以方形会议室、圆桌会议室、大会议室、多功能厅组成，是官洲国际生物论坛的永久会址。